# 벨기에 철도 27호선
벨기에 철도 27호선은 브뤼셀과 안트베르펜을 잇는 벨기에의 화물 위주 철도 노선이다.

## 역사
27호선은 25호선의 복복선 역할을 하는 노선이다. 스하르벡 - 메헬렌 간은 1908년에 개통되었으며, 현재는 폐선된 25A호선과 함께 메헬렌 - 콘티히 간이 1930년, 25호선의 전철화와 함께 콘티히 - 안트베르펜 간은 1934년에 개업하였다. 27호선은 1950년에 직류 3000V로 전철화되었다.
모르첼 구간에서 25호선은 지하 역으로 들어가며, 27호선은 지상으로 운행된다. 지상에 있는 리에르세스텐베흐 분기점에서 안트베르펀 항 방면 27A호선이 갈라진다.
전 구간 복선이며 최고 제한 속도는 120 km/h이다.

## 운행 열차

### 평일
| 열차 종류 | 운행 구간                       | 배차 간격   |
| --------- | ------------------------------- | ----------- |
| IC Q      | 뢰번 - 메헬렌 - 안트베르펜 중앙 | 1시간당 1회 |
| IR b      | 브뤼셀 남 - 안트베르펜 중앙     | 1시간당 1회 |
| L         | 브뤼셀 남 - 안트베르펜 중앙     | 1시간당 1회 |
| P         | 다양함                          | 출퇴근 시간 |

## 연결선
- 27/1호선: 노르드 베르헴 분기 (27호선) - 안트베르펜 오스트 분기 (12호선)
- 27/2호선: 자위트 그로엔엔호크 분기 (27A호선) - 노르드 그로엔엔호크 분기 (27호선)

## 같이 보기
- 벨기에의 철도 노선